# Eclissi solare del 3 maggio 1715
L'eclissi solare del 3 maggio 1715 è un evento astronomico che ha avuto luogo il suddetto giorno attorno alle ore 9.36 UTC. L'eclissi, di tipo totale, è stata visibile in alcune parti dell'Europa (Regno Unito e Irlanda)
L'eclissi è durata 4 minuti e 14 secondi. Divenne nota come l'eclissi di Halley, dal nome dell'astronomo e matematico Edmond Halley (1656–1742) che predisse questa eclissi con una precisione entro 4 minuti.

## Percorso e visibilità

Percorso animato della fase totale dell'eclissi

L'evento era visibile nella parte più settentrionale del Nord America, in Groenlandia, in Europa, nell'Artico e in gran parte dell'Asia, nonché nel Nord Atlantico. Il percorso della totalità si estendeva dalle Azzorre attraverso l'Inghilterra e il Galles, oltre le Isole Frisone Occidentali, l'estremo nord-ovest dell'attuale Schleswig-Holstein (allora danese), Danimarca, Svezia, Finlandia e dal nord dell'Impero russo alla Siberia . La durata più lunga dell'eclissi solare di 4 minuti e 14 secondi è stata raggiunta vicino alla capitale svedese Stoccolma . È la prima eclissi solare per la quale è stata creata la previsione del suo corso come mappa. Poiché il calendario gregoriano non fu introdotto in Inghilterra fino al 1752, la data del 22 aprile è spesso usata nella letteratura inglese contemporanea.

## Osservazioni scientifiche
L'astronomo Halley ha osservato l'eclissi da Londra, da dove poté godere di 3 minuti e 33 secondi di totalità. Ha anche disegnato una mappa predittiva che mostra il percorso della totalità attraverso il Regno di Gran Bretagna.  La mappa originale si trovava a circa 20 miglia dal percorso dell'eclissi osservato, principalmente a causa del suo uso di effemeridi lunari imprecise. Dopo l'eclissi, l'astronomo inglese ha corretto il percorso dell'eclissi e ha aggiunto il percorso e la descrizione corretta dell'eclissi solare del 1724, di tipo totale.
Attingendo alle tavole lunari realizzate dal primo astronomo reale John Flamsteed, William Whiston ha prodotto una mappa predittiva di eclissi più tecnica nello stesso periodo di Halley. Sia le mappe di Halley che quelle di Whiston furono pubblicate dal cartografo John Senex nel marzo 1715.

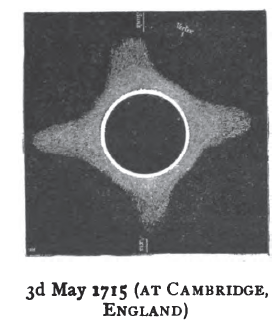
Eclissi ripresa da Mabel Loomis Todd a Cambridge

La fase di totalità è stata osservata nel Regno di Gran Bretagna dalla Cornovaglia nel sud-ovest al Lincolnshire e nel Norfolk nell'est. È stata osservata anche in Irlanda dove grandi folle si sono radunate a Dublino per guardarla: il tempo a Dublino era eccezionalmente freddo e umido e l'eminente giudice tributario Joseph Deane contrasse un brivido freddo di conseguenza, anche se lo storico irlandese Elrington Ball più prosaicamente affermò che la sua morte fu probabilmente dovuta alla gotta.

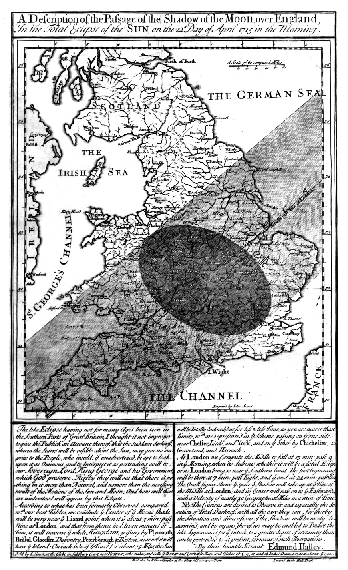
Mappa predittiva di Edmond Halley, che mostra il percorso dell'eclissi totale.